# 快跑吧，丽娇！
《快跑吧，丽娇》（英語：Sisters Stand Tall）是新加坡新傳媒私人有限公司制作的电视剧。此剧是由黄思恬、吴俐璇、金梦阳子领衔主演，陈邦鋆、徐鸣杰、张耀栋共同演出。